# Bebedouro
Bebedouro est une ville brésilienne de l'État de São Paulo.
Bebedouro est limité aux communes suivantes : au nord Colina ; au sud, Pirangi, Taiuva, Taiaçu et Taquaral ; à l'est, Pitangueiras, Viradouro et Terra Roxa, et à l'ouest, Monte Azul Paulista. En 2014, la ville de Bebedouro se classait au 30ème rang du classement du développement au Brésil et au 24ème dans l'État de São Paulo, selon l'Indice de développement municipal de Firjan (IFDM).

## Démographie
| Évolution de la population (municipalité) | Évolution de la population (municipalité) | Évolution de la population (municipalité) | Évolution de la population (municipalité) |
| Année                                     | Population                                |                                           | %±                                        |
| ----------------------------------------- | ----------------------------------------- | ----------------------------------------- | ----------------------------------------- |
| 1920                                      | 28 803                                    |                                           |                                           |
| 1940                                      | 28 194                                    |                                           | −2,1%                                     |
| 1950                                      | 27 238                                    |                                           | −3,4%                                     |
| 1960                                      | 31 961                                    |                                           | 17,3%                                     |
| 1970                                      | 37 816                                    |                                           | 18,3%                                     |
| 1980                                      | 46 034                                    |                                           | 21,7%                                     |
| 1991                                      | 67 763                                    |                                           | 47,2%                                     |
| 2000                                      | 74 815                                    |                                           | 10,4%                                     |
| 2010                                      | 75 035                                    |                                           | 0,3%                                      |
| 2022                                      | 76 373                                    |                                           | 1,8%                                      |
| ,                                         |                                           |                                           |                                           |